# 董军 (海军)
董军（1961年—），男，山东烟台人，中国共产党第二十届中央委员，中国人民解放军海军上将，现任中华人民共和国国防部部长（第14任）。

## 生平
1978年考入海军大连舰艇学院，毕业后曾长期在海军机关工作。因大连舰艇学院多用俄语教材，入校后所选的外语课也是俄语，故董军能讲流利的俄语。这也是他日后能参与中俄间最重要的海军军品贸易的原因之一。解放军海军分两批次向俄采购4艘现代级956型驱逐舰的后期过程，即从出厂试航到与中方交接的整个过程，俄语流利，具备丰富俄海军装备知识的董军都是中方主要代表之一。
历任中国人民解放军海军司令部军训部部长、北海舰队副参谋长、海军92269部队司令员。
2012年7月，晋升海军少将军衔。
2013年，任东海舰队副司令员。
2014年12月，转任海军副参谋长。
2017年1月，升任南部战区副司令员。2018年7月，晋升海军中将军衔。
2021年3月，调任海军副司令员。
2021年8月，升任海军司令员。2021年9月，晋升海军上将军衔。
2022年10月，在中共二十大上当选第二十届中央委员。
2023年12月29日，在十四届全国人大常委会第七次会议上被任命接替早前被突然免职的李尚福为第14任中华人民共和国国防部部长，也是首名出身海军的国防部长。

## 被调查传闻以及官方辟谣
2024年11月27日，英国《金融时报》报道，据美国国防部现任与前任官员透露，董军因腐败正在接受调查。同日，中国外交部新闻发言人毛宁在例行记者会面对日本记者提问时，仅回答四字「捕风捉影」。次日中国国防部举行的例行记者会上，发言人吴谦亦表示相关传言“纯属捏造”，批评造谣者居心叵测，并称中方对这种污蔑行径表示强烈不满。12月5日，董军在上海集体会见出席第二届几内亚湾安全形势专题研讨会的各国代表团团长。

## 谈话

### 中国在乌克兰问题上支持俄罗斯
2024年1月31日，董军在与俄罗斯国防部长绍伊古会谈时表态“中国在乌克兰问题上支持俄罗斯”。据俄罗斯国防部新闻公布他的谈话內容，他表示，“美国和西方国家正在孤立俄罗斯”，“我们完全理解这一点，并关心俄罗斯的福祉。我们坚决支持稳定，并在乌克兰问题上向你们提供了支持”。他指出， 尽管美国和欧洲不断向中方施压，但中国不会因此而放弃既定政策，外界不会干扰中俄正常合作”。乌克兰驻华媒体随后在中国外交部发言人汪文斌的例行记者会上，就有关信息，要求后者表明立场。